# Ron Reagan
Ronald Prescott Reagan (Los Angeles, 20 de maio de 1958) é um radialista e comentarista político estadunidense. Ele é filho do ex-presidente dos Estados Unidos, Ronald Reagan.

## Biorafia
Reagan nasceu em 20 de maio de 1958, no Cedars-Sinai Medical Center, em Los Angeles. Ele é o filho mais novo de Ronald Reagan e sua segunda esposa, Nancy Davis Reagan. A família morou em Sacramento enquanto seu pai era governador, de 1967 a 1975. Sua irmã, Patti Davis, é cinco anos e meio mais velha. Seu irmão mais velho, Michael Reagan, adotado quando criança por Ronald Reagan e sua primeira esposa, Jane Wyman, é 13 anos mais velho. Ele também tinha duas meias-irmãs filhas de Reagan e Wyman, Maureen Reagan (1941–2001) e Christine Reagan, que nasceu prematuramente, em 26 de junho de 1947, e morreu no mesmo dia.

## Carreira
Reagan trabalhou como jornalista de revista e apresentou programas de entrevistas em redes de TV a cabo, como a rede Animal Planet. Na Grã-Bretanha, é mais conhecido por ter co-apresentado Record Breakers (baseado no Guinness Book of Records) para a BBC. De fevereiro a dezembro de 2005, Reagan co-apresentou o talk show Connected: Coast to Coast with Monica Crowley na MSNBC.  
Até seu fim em 2010, a Air America Media exibiu o The Ron Reagan Show. O programa estreou em 8 de setembro de 2008. Em 2011, publicou o livro My Father at 100: A Memoir.

## Vida pessoal
Reagan mora em Seattle. Ele se casou com Doria Palmieri, uma psicóloga, em 1980. Ela morreu em 2014 de doença neuromuscular. Eles não tiveram filhos. Ele se casou com Federica Basagni em julho de 2018. 
Reagan não é membro de um partido político, mas vota nos democratas. Ele tornou-se mais ativo politicamente depois que seu pai deixou a Casa Branca em 1989. Ele votou no candidato democrata John Kerry nas eleições presidenciais de 2004. Também apoiou a candidatura de Barack Obama para presidente nas eleições presidenciais de 2008.